# 賈思勰
賈 思勰（か しきょう、生没年不詳）は、南北朝時代の北魏で活躍した官僚・文人である。斉郡益都県（現在の山東省濰坊市寿光市）に生まれ、高陽郡太守を務めていた。
賈思勰は農業科学に精通しており、戦乱により荒廃した華北復興のため、北魏の末に『斉民要術』を記した。この書は田の作り方から、穀物・野菜・果樹・樹木等の扱い方、畜産の仕方、醸造法、食品加工、外国の産物に関する情報まで網羅しており、中国初であり完全な農業書であるとされる。

## 斉民要術
約1500年前に成立した全10巻92篇からなる本書は、漢代や晋代に編纂されたものの現在ではすでに散逸してしまった『氾勝之書』や『四民月令』などの農業書からの引用を多く含む。そのため、現在では『斉民要術』を紐解くことでしか、これらの農業書に当たることはできない。